# جيولوجيا النفط
جيولوجيا النفط هو علم يهتم بدراسة البترول وطرق تكونه وهجرته إذا كانت اولية (من صخر المصدر إلى الصخر الخزان) أو ثانوية (داخل صخر الخزان) وتراكماته كما يدرس تركيب البترول وأصله.

## مراحل تكوين النفط

### مرحلة التكوين
وهي المرحلة الأولى من مراحل تواجد النفط يتم فيها تكوين المادة للنفط في وجود عناصر ثلاثة يشترط توافرها وهي :
1. المادةالعضوية بتركيزات عالية فـي طبقة من الصخور، تسمى هذه الصخور «بصخورالمصدر».
2. حرارة.
3. ضغط.

حيث يتوافر كل من الضغط والحرارة المناسبة في الأعماق الكبيرة.

### مرحلة الهجرة
في هذه المرحلة يهاجر النفط من مناطق تكونه ( صخور المصدر ) حيث الضغوط المرتفعة متجها إلى مناطق أخرى حيث الضغط الأقل وتتطلب هذه المرحلة توافر عنصرين أساسيين وهما :
- فرق في الضغط : وهي القوة المسؤولة عن حركة هذه الموائع.
- قنوات متصلة مع يعضها البعض تمثلا لمسامات والمنافذ، إضافة إلى الكسور والشقوق في الصخور وهـي جميعها تمثل ممرات صخرية تسمح بمرور النفط من خلالها في اتجاه أفقي أو رأسي ( هجرة أفقية، هجرة رأسية ).

### مرحلة التجمع
وهـي المرحلة الأخـيرة والمسئولة عـن تجمع النفط بكميات كبيرة غالباً ما تكون اقتصادية، ولتجمع النفط لابد من وجود نظام صخري يعمل عـلى منع استمرار هجرة النفط وتجمعه في نطاق هذا النظام، ويسمى هذا النظام بالمصائد النفطية.

## الحفر واستخراج النفط
تعتبر عملية الحفر من أهم وأخطر العمليات والأكثر كلفة، وهي التقنية الوحيدة لاستخرج النفط من باطن الأرض.

## اقرأ أيضًا
- هندسة النفط
- بتروفيزياء
- نيكولاي كودريافتسيف